# Ахмед Халіл (1994)
Не плутати з еміратським футболістом Ахмедом Халілом
Ахмед Халіл (араб. أحمد خليل, фр. Ahmed Khalil, нар. 21 грудня 1994, Кайруан) — туніський футболіст, півзахисник клубу «Клуб Африкен».
Виступав, зокрема, за клуб «Кайруан», а також національну збірну Тунісу.

## Клубна кар'єра
У дорослому футболі дебютував 2013 року виступами за «Кайруан», в якому провів один сезон, взявши участь у 17 матчах чемпіонату.
До складу клубу «Клуб Африкен» приєднався влітку 2014 року. Відтоді встиг відіграти за команду зі столиці Тунісу 61 матч у національному чемпіонаті.

## Виступи за збірну
У складі молодіжної збірної брав участь в Кубку африканських націй U-23 у 2015 році, що відбулася в Сенегалі, де тунісці не вийшли з групи.
26 січня 2016 року дебютував в офіційних матчах у складі національної збірної Тунісу на Чемпіонаті африканських націй 2016 року в матчі проти Нігеру.
У складі збірної був учасником Кубка африканських націй 2017 року у Габоні.
У травні 2018 року був включений до заявки збірної для участі у тогорічному чемпіонаті світу.